# Província d'Osmaniye

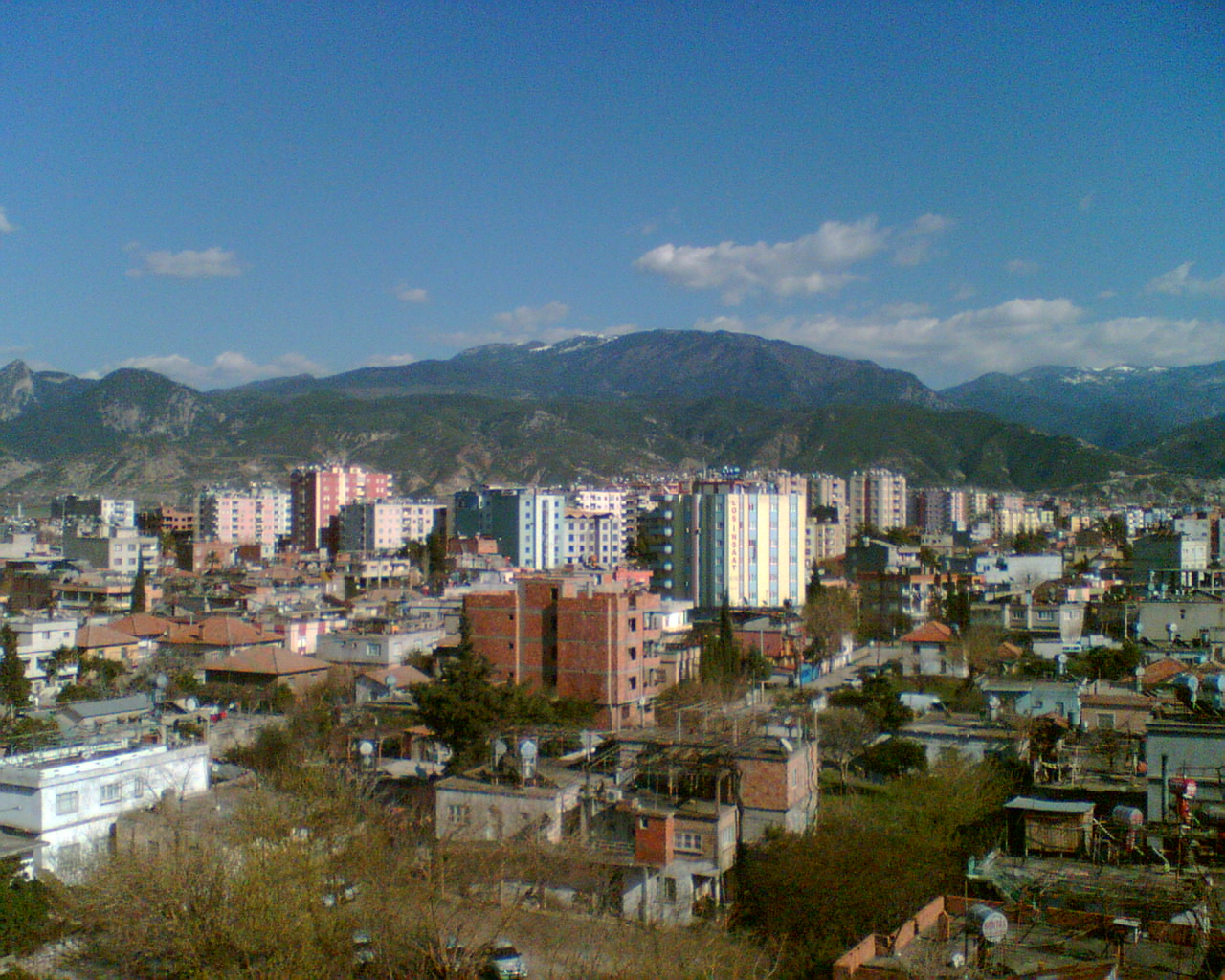
Una vista de la ciutat d'Osmaniye

Osmaniye és una província ubicada al sud de Turquia. Va esdevenir província el 1996. Anteriorment, la província era part de la província d'Adana. La província està situada a Çukurova, una regió geogràfica, econòmica i cultural.
La capital de la província és Osmaniye (població: 194.000). Les següents ciutats més grans són: Kadirli (població: 79.000) i Düziçi (població: 42.000).

## Districtes
La província d'Osmaniye es divideix en 7 districtes (el districte de la capital apareix en negreta):
- Bahçe
- Düziçi
- Hasanbeyli
- Kadirli
- Osmaniye
- Sumbas
- Toprakkale

## Llocs històrics i ruïnes
- Karatepe - Aslantaş (Domuztepe-Pınarözü) - Kadirli/Düziçi

## Gent famosa d'Osmaniye
- Yaşar Kemal, un dels escriptors més coneguts de Turquia, Premi Internacional Catalunya el 1996.
- Devlet Bahçeli
- Samet Aybaba

## Festivals
- Festival de Lluita de Karakucak - Kadirli (25-26 maig)